# Mees Kees op de planken
Mees Kees op de planken is een Nederlandse familiefilm uit 2014, geregisseerd door Barbara Bredero. Het is een vervolg op de film Mees Kees en Mees Kees op kamp, verfilmingen van boeken uit de boekenreeks Mees Kees van Mirjam Oldenhave. Het scenario werd weer geschreven door Tijs van Marle.
De personages en acteurs zijn grotendeels dezelfde als in de eerste twee films.
Na het verschijnen van de film kondigde Willem Voogd, die steeds Mees Kees gespeeld heeft, aan dat dit zijn laatste film als Mees Kees is.  Hij vindt onder meer dat de kinderen nu te oud zijn geworden voor nog een filmdeel: ze zien er dan niet meer geloofwaardig uit als leerlingen van een basisschool. Ook voelt hij er niet voor om met een nieuwe groep leerlingen verder te gaan.
In de volgende film, Mees Kees langs de lijn (2016), wordt Mees Kees gespeeld door Leendert de Ridder en worden dezelfde kinderpersonages ook door andere kinderen gespeeld.

## Verhaal
Tobias en zijn beste vriend Sep zitten in groep 8 van de basisschool. Ze krijgen les van stagiair Kees Bruin (meester Kees, door de kinderen mees Kees genoemd).
Jaarlijks voeren leerlingen een door schoolhoofd Dreus geschreven toneelstuk op aan de bejaarden van een bepaald bejaardentehuis. Dit keer krijgt stagiair Mees Kees de taak de kinderen hierin te begeleiden. Mees Kees en de kinderen veranderen het echter, want het is erg ouderwets, en spreekt de kinderen niet aan. Ze ontwerpen en maken ook andere kostuums. Dreus gooit die echter weg nadat ze erachter gekomen is. De bejaarden breien nieuwe versies.
Juf Sanne die met zwangerschapsverlof was en voor wie Mees Kees de vervanger was gaat weer aan het werk. Mees Kees wordt nu kleuterleider. Juf Sanne raakt echter (weer) overspannen, waarop Dreus zelf de klas neemt, tot teleurstelling van de leerlingen.
De kinderen zijn onder meer:
- Tobias; zijn vader is overleden. Zijn moeder is soms depressief, maar voelt zich soms ook goed. Hij vult willekeurige antwoorden in bij zijn Cito-toets om te blijven zitten en zo Mees Kees als leraar te houden. Hij krijgt spijt (ook omdat Mees Kees is overgeplaatst naar de kleuters) en mag de toets overdoen.
- Sep, beste vriend van Tobias.
- Lisa; vertelt vaak onware verhalen over haar vorige school.
- Tim en Tom, een slimme tweeling.

De bejaarden en de kleuters lijken oude en jonge versies van de leerlingen, met bijvoorbeeld ook een mannelijke tweeling, en één vrouwelijk persoon met een bruine huidskleur.

## Rolverdeling
| Acteur                                | Personage           |
| ------------------------------------- | ------------------- |
| Willem Voogd                          | Mees Kees           |
| Sanne Wallis de Vries                 | Dreus               |
| Felix Osinga                          | Tobias              |
| Brent Thomassen                       | Sep                 |
| Hannah Hoekstra                       | Marie Louise        |
| Cas Jansen                            | vader Sep           |
| Marieke de Kleine                     | moeder Sep          |
| Raymonde de Kuyper                    | moeder Mees Kees    |
| Mara van Vlijmen                      | moeder Tobias       |
| Rick Hakkaart                         | Tim                 |
| Frenck Hakkaart                       | Tom                 |
| Britt van der Krogt                   | Aukje               |
| Gerda Havertong                       | mevrouw Goedhart    |
| Yfke Wegman                           | Lieke               |
| Hero Muller                           | Leo Stet (oude man) |
| Giel van de Kreke en Jan van de Kreke | oude tweeling       |
| Vivienne van den Assem                | juf Sanne           |